# Protestantisme aux Pays-Bas

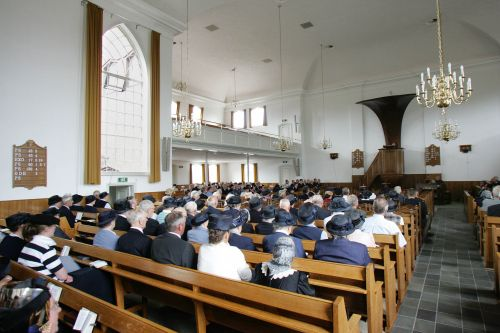
Intérieur de l'Église réformée néerlandaise de Doornspijk (Gueldre) pendant un culte.

Le protestantisme joue un rôle fondateur dans l’histoire des Pays-Bas, car son développement alimente la révolte contre les Espagnols qui débouche sur l’indépendance du pays obtenue au cours de la Guerre de Quatre-Vingts Ans (1568-1648). À l'issue de cette guerre, les Pays-Bas originels se trouvent divisés entre les Pays-Bas du Sud (grosso modo la Belgique actuelle et les départements français du Nord et du Pas-de-Calais) reconquis par les Espagnols où le catholicisme est imposé par la force, et les Pays-Bas du Nord (le royaume des Pays-Bas actuel) qui deviennent indépendants et protestants essentiellement d’obédience calviniste, où les autres religions restent tolérées, et dont traite le présent article. (Pour la Belgique actuelle, voir l'article sur le protestantisme en Belgique.)
Par la suite le protestantisme hollandais, qui a accueilli entre-temps de forts contingents de réfugiés protestants francophones, connaît plusieurs transformations et divisions, et conduit le pays vers la « pilarisation », un principe de tolérance religieuse qui aboutit à un développement social séparé des communautés religieuses. Il essaime également à travers le monde grâce à ses efforts missionnaires. Au XXe siècle, avec la sécularisation de la société, le protestantisme cesse d’être majoritaire aux Pays-Bas mais reste la référence culturelle du pays. Des minorités protestantes luthériennes et anabaptistes / mennonites ont existé aux Pays-Bas à côté de la majorité réformée, depuis l’époque de la Réforme jusqu’au XXIe siècle.

## Les débuts

### Diffusion du luthéranisme
Avec leur tradition commerçante et industrielle, les dix-sept provinces des Pays-Bas (Belgique, Hollande, Luxembourg et Nord de la France), qui viennent d’être unifiées par une décision de Charles Quint, la pragmatique sanction de 1549, sont très tôt irriguées par les idées de Luther. De premiers sympathisants se déclarent dès avant 1520, notamment dans les grandes villes du sud des Pays-Bas telles que Valenciennes, Tournai, Gand, Bruxelles et Anvers. Dans cette dernière ville, le prieur du monastère augustin Jacques Praepositus se déclare luthérien en 1519 et le luthéranisme se répand notamment dans la bourgeoisie commerçante d’origine allemande. Les communautés luthériennes vont toutefois se trouver à la fois dispersées par les persécutions et dépassées par les réformes calvinistes et radicales (anabaptistes) qui vont attirer beaucoup plus le peuple néerlandais et flamand. En définitive, les communautés luthériennes, renforcées ponctuellement de migrants venus d’Allemagne ou d’Autriche, vont rester minoritaires et dispersées sur le territoire néerlandais. Elles ne se fédèreront en une union d’églises qu’en 1818.

### Début des persécutions
En 1521, Charles Quint, qui entend défendre la religion catholique traditionnelle contre l’"hérésie", interdit les nouvelles doctrines dans tous les Pays-Bas. Dès 1523 les deux premiers martyrs protestants de l’histoire, Henri Voes et Jean Van Eschen, deux frères augustins d’Anvers, meurent sur le bûcher à Bruxelles tandis que leur couvent est rasé,. En 1525, le prêtre converti au luthéranisme Jan de Bakker est le premier protestant brûlé vif dans les Pays-Bas du nord, à La Haye. Après une période de relative tolérance dans les années 1540-1545, le très entreprenant prédicateur Pierre Brully, venu de Strasbourg où il avait côtoyé Calvin, périt sur le bûcher en 1545 pour avoir essayé de gagner Tournai et Valenciennes au calvinisme.

### Apparition des anabaptistes ou mennonites

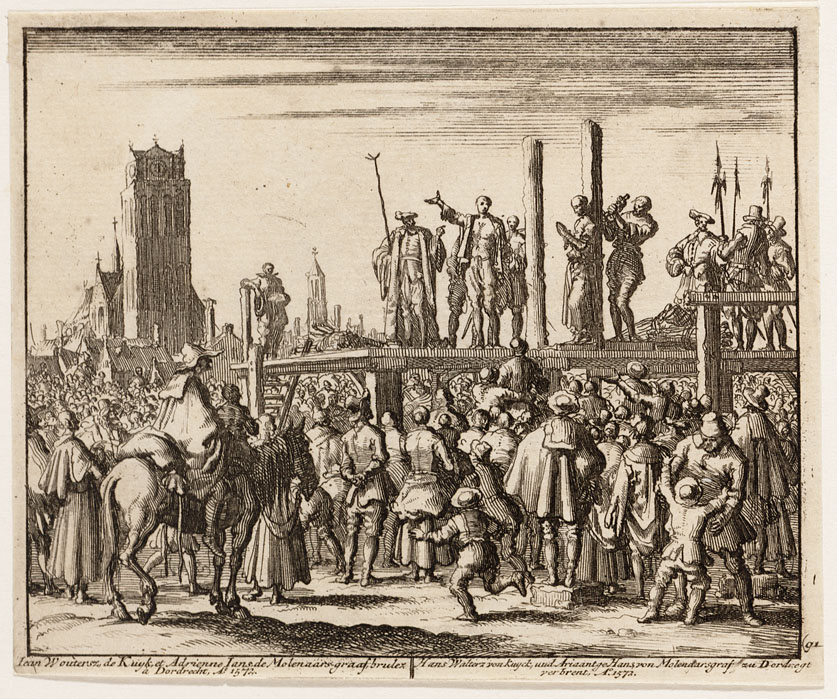
Exécution des mennonites Jan Woutersz van Cuyck et Adriaanken Jans à Dordrecht en 1572. (Gravure de Jan Luyken pour l'édition de 1685 du Miroir des martyrs.)

Apparu à Zurich autour de Conrad Grebel, un proche d’Ulrich Zwingli, le mouvement anabaptiste prône notamment le baptême des adultes sur profession de foi, d’où le nom « anabaptiste » ou « rebaptiseur » donné aux membres de ce courant religieux. Malgré les errements violents de certains anabaptistes, le mouvement se définit rapidement comme pacifique et opposé à toute violence. C’est un prêtre catholique frison qui a quitté l'Église catholique en janvier 1536, Menno Simons, qui organise le mouvement, l’oriente dans ce sens non-violent et lui transmet, bien involontairement, son nom. En 1544, la régente des Pays-Bas expulse les anabaptistes, mais tolère les mennonites. C'est la première fois que le terme de « mennonite » est employé. Menno Simons est par ailleurs le seul réformateur protestant d’origine néerlandaise. 
En 1632, l’Église mennonite néerlandaise adopte une confession de foi dite confession de Dordrecht. Ce document rappelle les fondements du mennonitisme : baptême sur profession de foi à l’âge adulte, mariage entre coreligionnaires uniquement, soumission aux autorités mais refus du port des armes et du serment, principe de non-mondanité (« vivre dans le monde sans être du monde ») et observance d’une stricte discipline sous peine d’excommunication (accompagnée d’une exclusion sociale).
Pendant la période républicaine, les mennonites seront tolérés tout en étant tenu à l’écart du pouvoir, comme les autres minorités religieuses, mais leur pacifisme leur vaut un certain nombre de difficultés. Le mennonitisme ne pouvant pas être pratiquée publiquement, les temples sont construits de manière discrète en général dans l’alignement des autres bâtiments voisins.

### Développement du calvinisme
À partir du milieu du XVIe siècle, le calvinisme se répand d’abord dans le sud des Flandres et du Hainaut (où prêchent des pasteurs francophones), puis dans l’ensemble des dix-sept provinces. Vers 1560, Anvers comptait déjà 16 000 protestants et deux pasteurs : Hermann de Strijker dit Moded pour les néerlandophones et Pierre Datheen pour les francophones. Philippe II d’Espagne, qui a accédé au trône impérial après l’abdication de son père Charles Quint en 1555, entend lutter contre la diffusion de ce qu’il considère comme une hérésie, y compris par la force : il durcit l’inquisition instaurée par son père aux Pays-Bas, publie des « placards » extrêmement rigoureux qui alimentent le sentiment des Néerlandais d’être gouvernés par un pouvoir absolu et étranger en contradiction avec les traditions de gouvernement et de libertés instituées par les ducs de Bourgogne. 

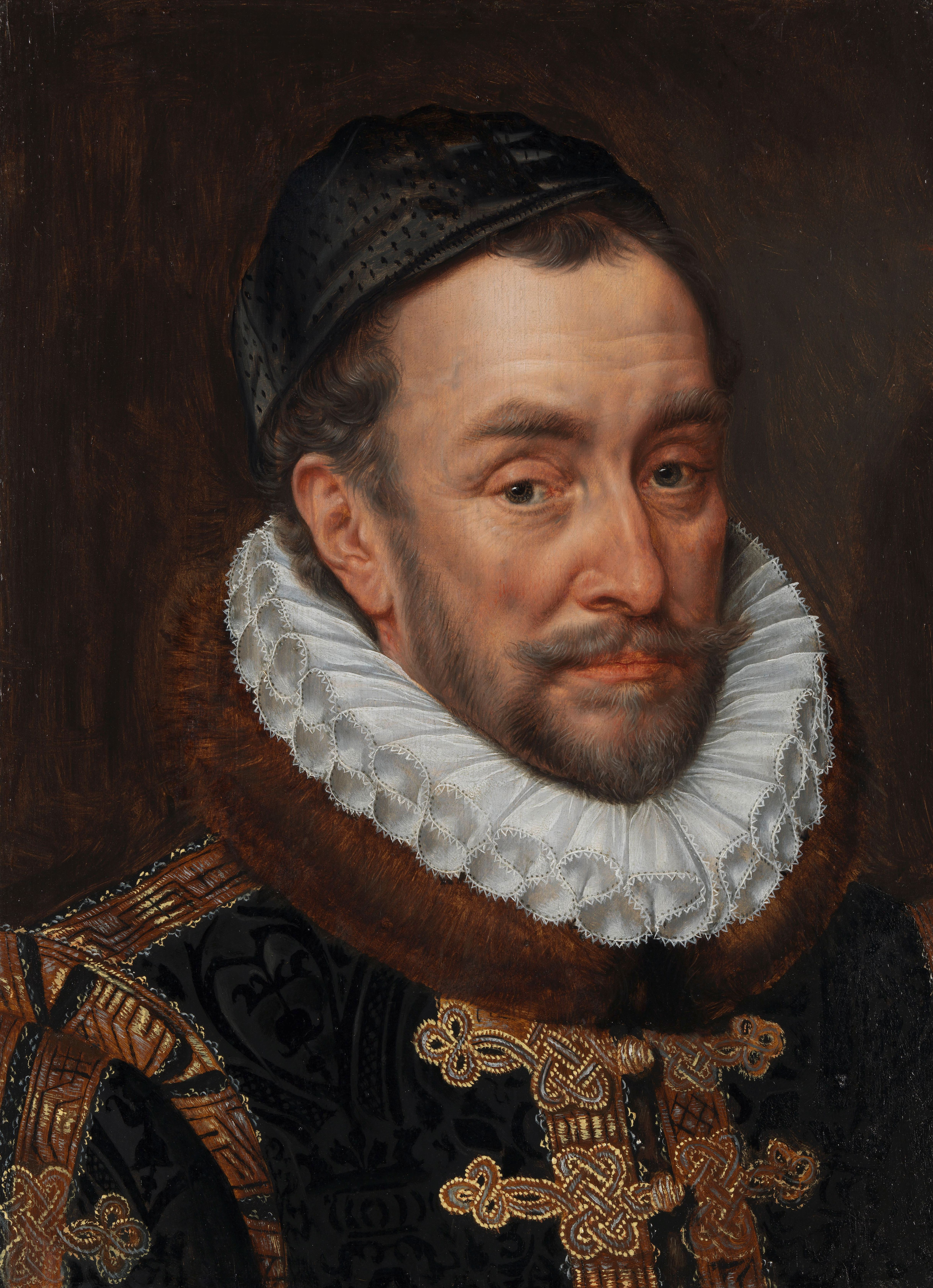
Le prince Guillaume d'Orange, dit le taciturne, en 1580, toile de Adriaen Thomasz Key, Rijksmuseum, Amsterdam.

En réaction, une révolte se développe en 1566 : elle se manifeste d’abord par une proclamation des nobles en faveur des droits et libertés anciennes, c’est le « compromis des Nobles ». Elle prend ensuite le nom de révolte des Gueux : par dérision envers les mots méprisants du chancelier de Berlaymont, de grands nobles participent à un banquet habillés en paysans. Mais le nom est pertinent car la révolte touche le peuple autant que les nobles ; elle mêle une revendication de liberté religieuse et une revendication d’indépendance par rapport à l’Espagne bien que le pouvoir soit exercé par Marguerite de Parme qui est flamande par sa mère, et elle réunit protestants et catholiques. Parmi les nobles qui s’opposent au roi d’Espagne, plusieurs sont catholiques : le prince Guillaume d'Orange dit le taciturne, le comte d'Egmont, le comte de Hornes, Henri de Brederode… Parmi les protestants, on trouve Philippe de Marnix de Sainte-Aldegonde, Louis de Nassau, tous deux calvinistes convaincus, et Henri de Nassau-Dillenbourg, d’éducation luthérienne, les deux derniers nommés étant des frères cadets du prince d’Orange. 

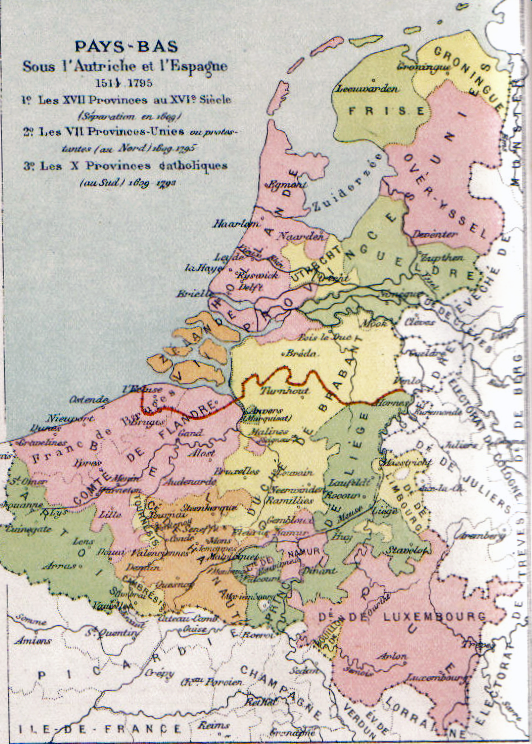
Carte des Pays-Bas avant et après la rutpure entre le nord et le sud.

Marguerite de Parme, découragée, est remplacée par le duc d’Albe en 1567. Le pouvoir espagnol, qui vient de gagner une guerre contre la France, engage toute sa puissance militaire dans la répression du protestantisme. En 1567, le siège de Valenciennes se conclut par la prise de la ville par les troupes espagnoles commandées par Philippe de Noircarmes et par l’exécution de plusieurs centaines de protestants. Parmi eux figure le pasteur Guy de Brès (1522-1567) dont la « Confessio Belgica » (1561) deviendra une des confessions de foi réformées fondamentales, adoptée dans tous les Pays-Bas. Puis les Espagnols, commandés par le duc d’Albe reprennent le contrôle de toute la zone correspondant en gros à la Belgique actuelle dont ils tuent ou chassent toute la population protestante. Environ 100 000 personnes se réfugient en Angleterre, en Allemagne ou dans les Pays-Bas du nord. 
En 1568, en représailles à une victoire du prince d’Orange, le pouvoir espagnol croit bon d’exécuter deux grands nobles signataires du compromis des nobles bien qu’ils soient très catholiques et membres du Conseil d’État, Egmont et Hornes, ce qui marque la rupture définitive entre le pouvoir et le peuple. 
La Guerre de Quatre-Vingts Ans s’engage alors. Malgré la supériorité militaire initiale des Espagnols, leur campagne est ponctuée de succès et revers qui auront pour résultat final l’indépendance des 7 provinces du Nord, proclamée unilatéralement par le décret de déchéance voté en 1581, puis par la proclamation de la République des Provinces Unies en 1588, indépendance reconnue de jure par le traité de Münster en 1648. Sous l’effet des persécutions dans la partie sud des Pays-Bas et de la radicalisation de la lutte contre les Espagnols dans la partie nord, la division est aussi religieuse : les 10 provinces méridionales (dont l’Artois, la Flandre, le Hainaut et la Wallonie) qui ont formé l’Union d'Arras restent fidèles au catholicisme alors que les sept Provinces-Unies du Nord (Hollande, Zélande, Gueldre, Utrecht, Frise, Overijssel et Groningue), réunies dans l’Union d'Utrecht, seront en grande majorité protestantes et plus particulièrement calvinistes.

## L’établissement du calvinisme
Le calvinisme s'établit dans le cadre de la république des Provinces-Unies, une confédération dans laquelle chacune des 7 provinces garde une grande autonomie, la confédération étant dirigée par un « stathouder » responsable de l’armée et un « pensionnaire » responsable des relations extérieures, tout en étant doté d’un parlement, les « États généraux des Provinces-Unies ». L'Église réformée néerlandaise (Nederduitse Gereformeerde Kerk, NGK) est fondée en 1571, au début de la Guerre de Quatre-Vingts Ans, dans la ville d'Emden, en Frise orientale, et elle devient quelques années plus tard l’Église publique de la République, mais non l’Eglise d'État par souci de tolérance et de respect des libertés individuelles. Depuis le sud des Pays-Bas, où sévissent les persécutions de l’inquisition espagnole, un flux important de réfugiés en majorité francophone est venu s’établir dans la république, c’est le premier refuge huguenot (il y en aura d’autres) : ces réfugiés fondent leurs propres églises, dites wallonnes, car le français en était la langue, et leur propre union d’églises, distincte de l'Église réformée néerlandaise, néerlandophone. La famille du prince d’Orange est par ailleurs très proche des wallons, car la 4e épouse de Guillaume d'Orange, qui lui survit après son assassinat en 1584, n'est autre que Louise de Coligny, fille de l’amiral Gaspard de Coligny. Celle-ci fit instituer un poste de pasteur francophone à la Chapelle de la Cour, qui devient le premier pasteur de l’Église wallonne de La Haye. La modeste communauté d’origine wallonne est rapidement rejointe par des membres influents de la Cour et de la vie politique. Ce poste d'aumônier francophone de la maison royale est maintenu jusqu'au XXe siècle. 
La valeur attachée à la liberté religieuse marque la conscience nationale, et permet l’émergence d’un climat de tolérance sur les plans spirituel, scientifique et artistique qui est la marque du « Siècle d’or », pendant lequel s’illustrent Spinoza, Descartes, Locke, Huygens et Rembrandt. Cependant, catholiques, luthériens et mennonites sont exclus de la vie publique et ne bénéficient pas du soutien financier accordé à l’Église réformée officielle. Tout le personnel politique en fait partie (stathouder, membres des états généraux et provinciaux). Cette situation d’Église privilégiée permet l’expansion du calvinisme, qui devient majoritaire dans la deuxième moitié du XVIIe siècle. 

### Le synode de Dordrecht (1618-1619)

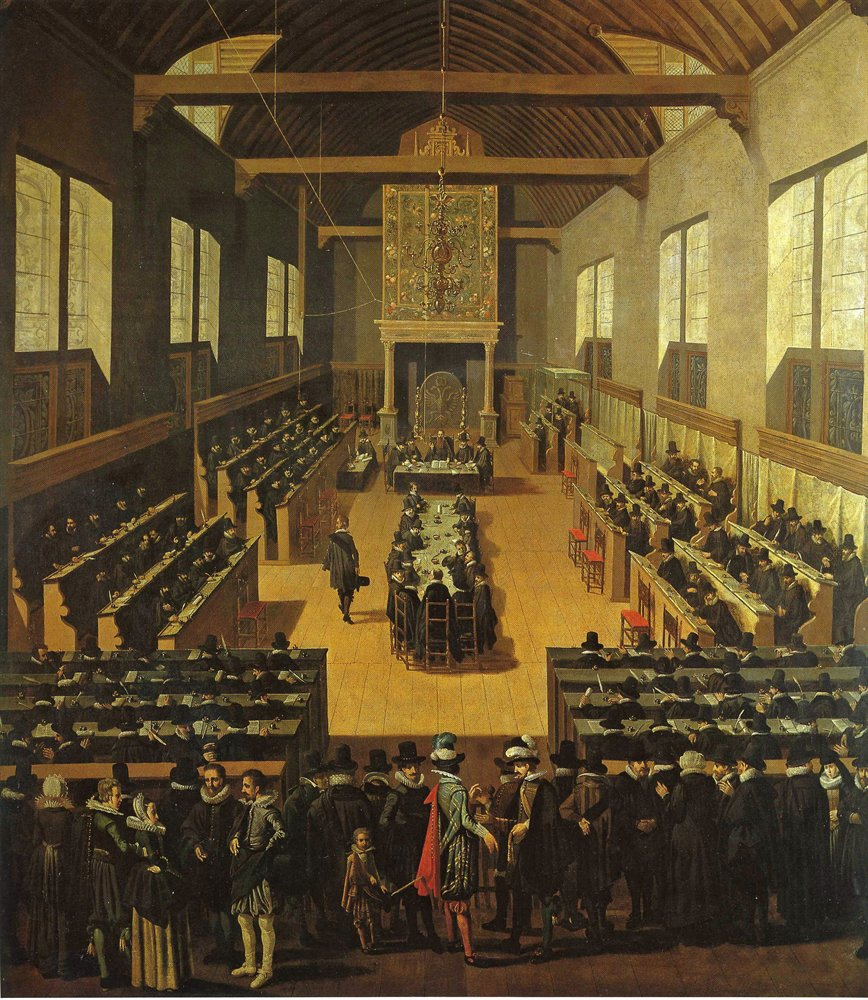
Le synode de Dordrecht, toile de Pouwel Weyts, Stedelijk Museum, Dordrecht.

Le synode de Dordrecht se situe pendant la trêve de douze ans (1609–1621) pendant laquelle les belligérants pansent leurs plaies tout en se préparant à la poursuite de la guerre. Pendant cette trêve, deux factions qui s'opposent au sein de la république depuis le début du XVIIe siècle vont régler leurs comptes. En effet l’Église réformée néerlandaise est divisée par la lutte qui oppose les calvinistes stricts aux partisans de Jacobus Arminius (1562-1609), les « remonstrants », ou arminiens. Ceux-ci font une lecture de la Bible moins rigoureuse que les calvinistes de stricte obédience, notamment sur le point difficile de l’élection inconditionnelle, appelée aussi la double prédestination, dont ils contestent la pertinence. Ils incarnent un courant modéré tolérant de l’Église réformée, affirmant la liberté de l’homme face à Dieu et face à l’Église, et se recrutent plutôt parmi la bourgeoisie voire la grande bourgeoisie républicaine. Leurs champions sont le grand-pensionnaire Johan van Oldenbarnevelt et Hugo Grotius. Leurs adversaires sont les gomaristes, qui entendent être fidèles à la lettre de l’interprétation calvinienne de la prédestination telle qu’elle avait été exprimée dans la Confessio Belgica. Sur le plan politique, les gomaristes avaient fait allégeance au stathouder Maurice de Nassau en 1610. Ils se recrutent davantage dans les milieux populaires. Le Synode de Dordrecht va en débattre et trancher en faveur des gomaristes. À cette occasion, Maurice de Nassau profite de sa position de force pour accuser le grand-pensionnaire van Oldenbarnevelt de haute trahison, le faire arrêter et exécuter en 1619. Hugo Grotius s'enfuit de la forteresse de Loevestein, où il était détenu en attente de son jugement, et quitte le pays. Les « remonstrants » condamnés par ce synode de Dordrecht (1618) ne s’éteindront pas. Plus tard, ils seront tolérés, et ils fonderont l’Église « remonstrante » ou Fraternité remonstrante (Remonstrantse Broederschap) qui existe encore aujourd’hui avec quelque 10 000 membres. Les textes dogmatiques adoptés par le Synode de Dordrecht entrent dans les grandes confessions de foi réformées sous le nom de Canons de Dordrecht. 
Dans la deuxième partie du XVIIe siècle et la première partie du XVIIIe siècle, une influence puritaine se fait sentir et entraîne la formation de petits groupes à la piété plus intense et à la morale plus stricte. C’est la Nadere Reformatie, terme que l’on peut traduire par « deuxième Réforme hollandaise » ou « Réforme supplémentaire ». Ses adhérents, pasteurs et chrétiens réformés, cherchaient à mettre en cohérence totale la vie publique et privée avec la foi. Les « conventicules » qui font le dynamisme de la Nadere Reformatie préfigurent le piétisme et se transforment parfois en petites églises séparées.

### L’expansion internationale

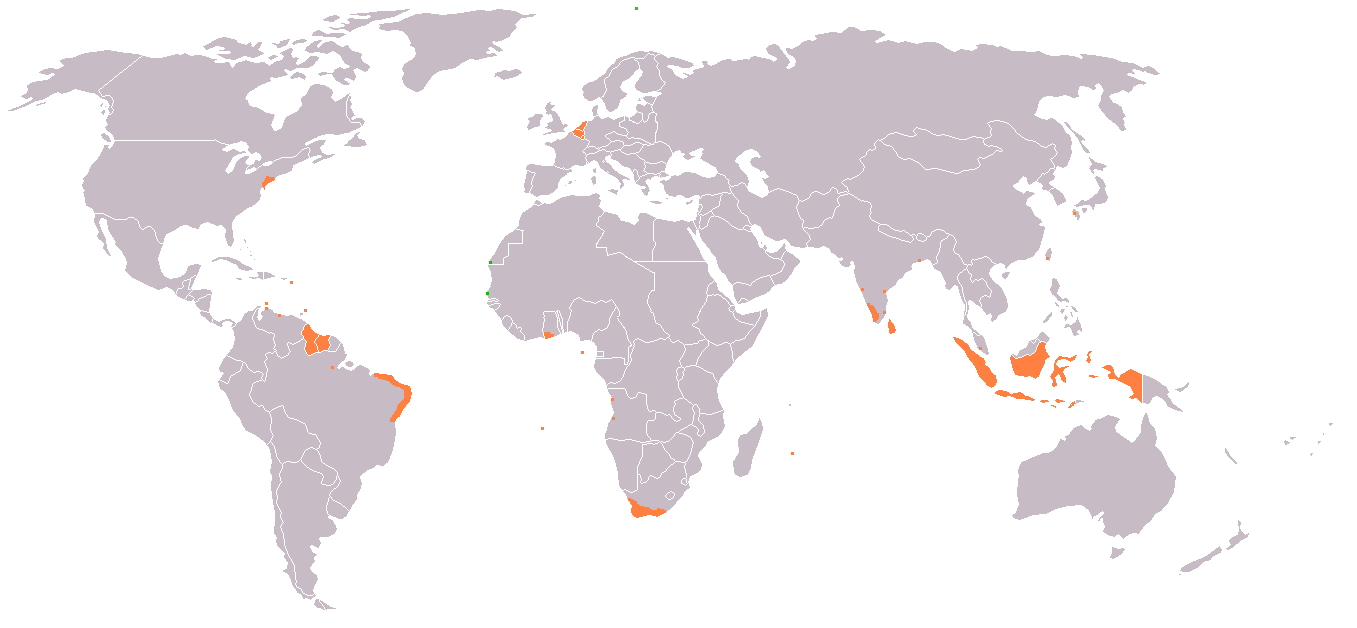
Régions colonisées par les Néerlandais.

Le siècle d’or néerlandais qui couvre grosso modo le XVIIe siècle s’accompagne d’un fort développement du commerce, notamment au travers de la Compagnie néerlandaise des Indes orientales. Le protestantisme réformé néerlandais se propage ainsi dans différentes régions telles que, entre autres, l’Amérique du Nord ou l’Afrique australe où se développent des églises réformées néerlandaises. Des églises néerlandaises minoritaires ou schismatiques les y suivent.

## Le refuge huguenot
Le XVIIIe siècle est une période surtout marquée par l’arrivée massive de réfugiés huguenots venus de France où Louis XIV a décidé en 1685 l’abolition de l’Édit de Nantes signé par son grand-père Henri IV. 
Les églises wallonnes, paroisses francophones fondées par les réfugiés des Pays-Bas du sud au XVIe siècle, attireront 50 000 à 85 000 réfugiés français au moment de la révocation de l’édit de Nantes, parmi lesquels les professeurs de théologie et de philosophie Pierre Bayle et Pierre Jurieu. Les États provinciaux vont voter des aides importantes pour permettre aux huguenots de s’installer dans l’ensemble des Pays-Bas. Le nombre des églises wallonnes passa de 18 à 57, réparties dans tout le pays . Quelque 360 pasteurs français sont pensionnés par les États provinciaux. 
Imaginant d’abord un retour en France, les huguenots y restent proscrits pendant tout le XVIIIe siècle, c’est-à-dire pendant près de 4 générations pendant lesquelles leurs enfants s’assimilent progressivement. La plupart des nouvelles églises wallonnes disparaissent dans les 20 ans qui suivent leur création. Aussi lorsque la Révolution française survient, avec la période de 20 ans pendant laquelle les Pays-Bas sont sous la domination française, les descendants des huguenots restent aux Pays-Bas. L’occupation française des Pays-Bas qui dure de 1795 à 1815 met à bas beaucoup des structures traditionnelles. 
En 1816, les églises réformées néerlandophones et francophones fusionneront au sein d’une nouvelle Église réformée néerlandaise, la Nederlandse Hervormde Kerk (NHK). Situées en Allemagne, les églises de Frise orientale et de Bentheim restent en dehors du nouveau contexte ecclésial et vont s'intégrer lentement mais sûrement à l'Allemagne, passant progressivement du néerlandais au haut allemand au cours du XIXe siècle. Après la conquête prussienne en 1866, de nombreuses églises ont commencé à travailler avec les églises luthériennes. Mais certaines paroisses proches des idées du pasteur Hendrik de Cock (voir plus bas au paragraphe "Séparation de 1834") continuent à mettre l'accent sur la coopération avec les croyants néerlandais et qui ne passeront définitivement du néerlandais à l'allemand qu'après la seconde Guerre mondiale.

## XIXesiècle: réveils et divisions

### Une église appauvrie et divisée

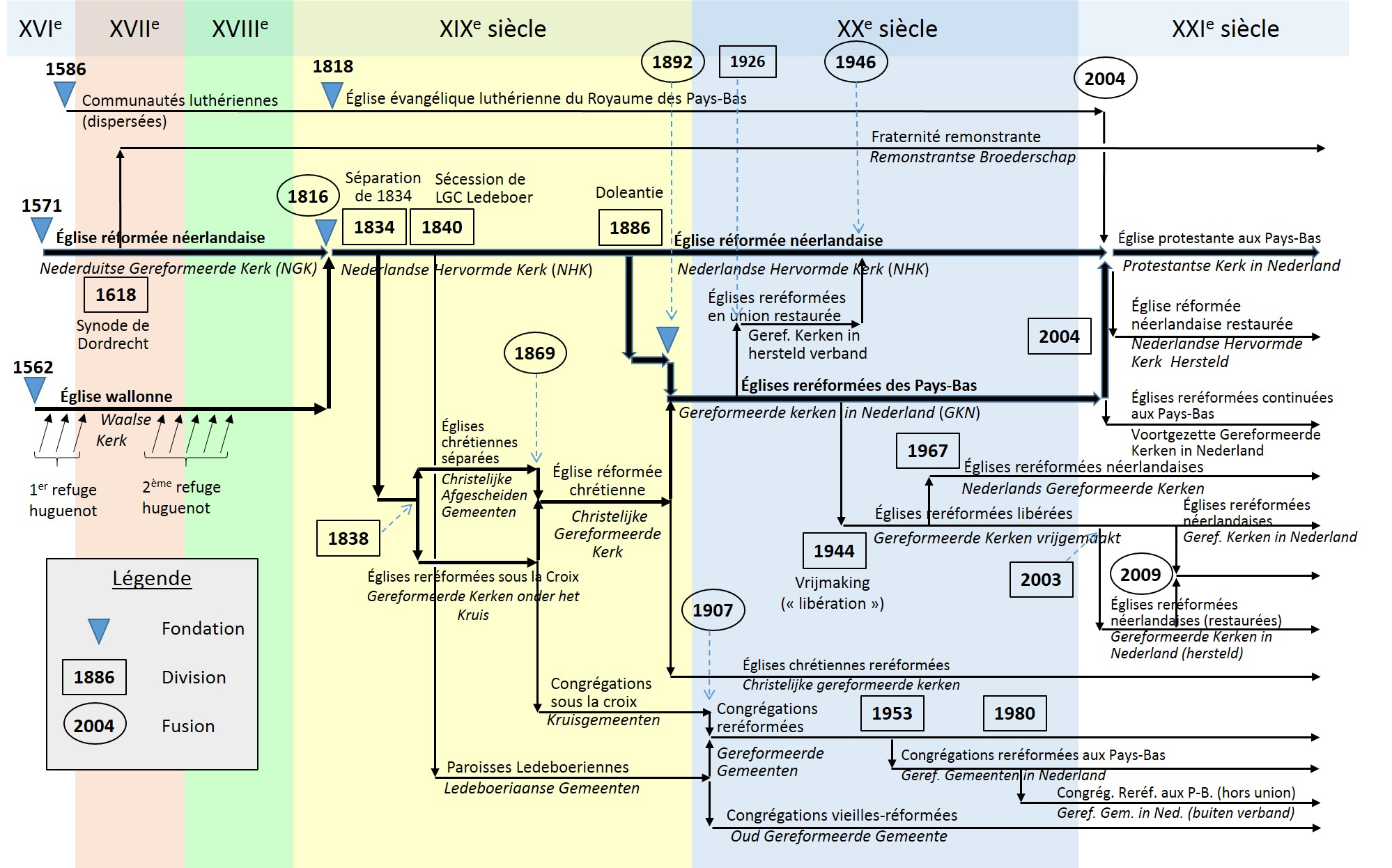
Schéma de l'évolution historique des églises réformées et luthériennes aux Pays-Bas.

Après les 20 ans de domination française (1795-1815) qui laissent le pays et les Églises réformées très appauvries par l'effort de guerre napoléonien, on assiste aux Pays-Bas à la mise en place d’une royauté, qui englobe éphémèrement la Belgique et les Pays-Bas (de 1815 à 1830). Bien que la séparation entre l'Église et l'État ait été formellement mise en œuvre à l'époque française et que la liberté de religion soit inscrite dans la Constitution, le roi Guillaume Ier constitue une Église réformée néerlandaise réunissant l'ancienne Église réformée néerlandophone et les églises wallonnes en une seule structure placée sous l’autorité du gouvernement et à laquelle plus de la moitié du peuple néerlandais est rattachée. Ce centralisme qui ne correspond pas à la tradition presbytéro-synodale des églises réformées passe assez mal dans une église qui compte de nombreux courants dont les principaux sont : les modernistes (ou libéraux), les "éthiques", d'un libéralisme un peu moins marqué, les "confessionnalistes" (calvinistes conservateurs) et les reréformés, conservateurs également, qui refusent de chanter des hymnes modernes.

### Les théologiens de Groningue
À partir de 1831, les théologiens de Groningue, dont le principal porte-parole est le pasteur Petrus Hofstede de Groot, forment pendant un temps un mouvement théologique de synthèse conciliant le libéralisme et l'évangélisme a-confessionnel, avec une référence patriotique hollandaise et une dimension d'engagement social. Mais le fait qu'elle ait introduit aux Pays-Bas la pensée de Friedrich Schleiermacher, la fait cataloguer comme libérale ; elle perd ainsi la position d'équilibre qu'elle occupait et s'avère dès lors incapable de contenir la division croissante entre les factions moderniste et orthodoxe. Le fait que le libéralisme théologique semble ainsi s’imposer dans l'Église réformée néerlandaise, d’où de nombreuses dissidences au cours du XIXe siècle, émanant de divers courants conservateurs ou revivalistes. La polémique qui oppose le pasteur Hofstede de Groot à son successeur dans la paroisse d'Ulrum Hendrik de Cock est même une des causes directes de la Séparation de 1834 (voir ci-après).

### La Séparation de 1834
Cela mène finalement à la Séparation de 1834 sous l’impulsion du pasteur Hendrik de Cock. Les séparatistes sont activement persécutés par l'État dans les premières années. Ce n'est qu’avec la fin du règne de Guillaume Ier en 1840 que le calme revient. La persécution cesse complètement avec la mise en œuvre de la constitution libérale en 1848.
La séparation de 1834 donne lieu en 1838 à la création de deux unions d’églises, les Églises reréformées sous la Croix (Gereformeerde Kerken onder het Kruis) et les Églises chrétiennes séparées (Christelijke Afgescheiden Gemeenten) qui s’unirent en 1869 pour former l'Église reréformée chrétienne (Christelijke Gereformeerde Kerk). Quelques communautés « sous la croix » ne participèrent pas à cette association et formèrent les (Kruisgemeenten) qui, en 1907, fusionnèrent avec la majorité des paroisses ledeboeriennes (voir ci-dessous) pour former les Congrégations reréformées (Gereformeerde Gemeenten).

### La dissidence de L.G.C. Ledeboer
Les paroisses ledeboeriennes étaient une association informelle de paroisses réformées aux Pays-Bas. Le pasteur Lambertus Gerardus Cornelis Ledeboer (1808-1863), dont le nom est plus souvent abrégé en L.G.C. Ledeboer, qui avait d’abord brièvement adhéré à la séparation de 1834 puis s’était retiré de l'Église réformée néerlandaise en 1841, rejetant à la fois la demande de reconnaissance adressée à l’État par les églises séparatistes et le principe du chant d’hymnes religieux modernes pendant les cultes, était le leader charismatique de ces communautés qu’il ne se préoccupa guère d’organiser. Son mouvement se divisa en deux dès après sa mort. 

### Le Réveil
L'influence du Réveil, à l’œuvre dans les pays anglo-saxons depuis le milieu du XVIIIe siècle et dans les pays francophones depuis le tout début du XIXe siècle, est d'abord extérieur : deux institutions typiques du Réveil sont fondées aux Pays-Bas à l'identique de ce qui se fait dans ces autres pays protestants : la Société des Missions néerlandaise (Nederlandsch Zendeling Genootschap – NZG) en 1797 et la Société biblique néerlandaise (Nederlandsch Bijbelgenootschap - NGB) en 1814.
Le mouvement de Réveil proprement hollandais a commencé en 1826 par des rencontres de prière et d'échanges au sein de petits groupes. Les plus célèbres sont les dimanches soir d'Isaäc da Costa, qui se tenaient généralement à Amsterdam, le centre néerlandais du Réveil. Aux Pays-Bas, le mouvement générateur international a pris sa propre forme protestante orthodoxe. L'accent était mis sur l'expérience personnelle de la piété, sur l'harmonie du dogme et du sentiment. Le mouvement était plus ou moins parallèle au romantisme et avait aussi comme origine l'aversion pour le rationalisme des Lumières. Plus tard, à partir de 1845, le mouvement s'élargit en mettant l'accent sur l'engagement social : la prise en charge des pauvres, la lutte contre l'alcoolisme, l'aide aux jeunes négligés, aux prostituées et aux personnes handicapées mentales. Le Réveil a eu une influence sur le champ politique. C'est en partie grâce au Réveil que le Parti antirévolutionnaire et l'Union chrétienne historique ont vu le jour à la fin du XIXe siècle. Enfin, le Réveil a donné aux missions chrétiennes un élan important.
L'Armée du salut s'implante en 1887 à Amsterdam à l'initiative du Néerlandais Gerrit Juriaan Govaars et fonctionne dans l'esprit du Réveil.

### La Doleantie (1886)

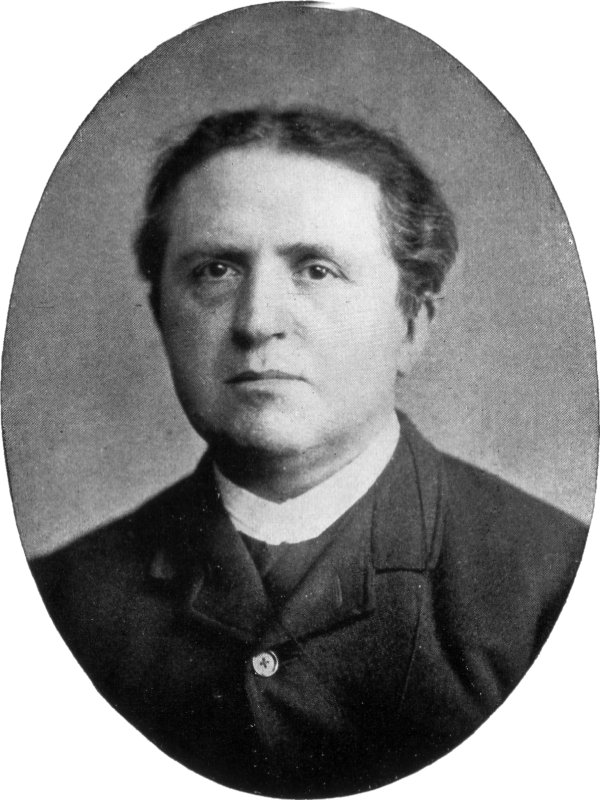
Le pasteur Abraham Kuyper en 1899.

En 1886, un schisme important intervient sous l’impulsion du pasteur et théologien Abraham Kuyper, qui devait également devenir un homme politique de premier plan (il fut premier ministre des Pays-Bas de 1901 à 1905) et qui avait fondé l’Université libre d'Amsterdam en 1880. Un certain nombre d'églises locales (représentant plus de 300 000 personnes sur l'ensemble du pays) ont quitté l'Église réformée néerlandaise et formé l'Église reréformée néerlandaise (souffrante), indiquant qu'ils se considéraient comme la continuation légitime de l'Église ancienne que le roi Guillaume Ier avait rebaptisée en Église réformée néerlandaise, en ajoutant le terme "dolerend" (du latin dolere, souffrir, se plaindre). Ils considéraient que l'organisation religieuse centralisée faisait obstacle à une nouvelle réforme de l'Église et que le droit à disposer des biens de celle-ci leur était illégitimement refusé alors qu’ils se considéraient comme ses héritier légitimes. La Nouvelle Église d'Amsterdam, une des principales églises du royaume, fut même occupée en signe de protestation mais la nouvelle union d’église fut déboutée de ses prétentions patrimoniales par les tribunaux. Elle se poursuivit simplement en formant les Églises reréformées aux Pays-Bas (gereformeerde kerken in Nederland), après fusion avec la majorité des Églises réformées chrétiennes des Pays-Bas (Christelijke Gereformeerde Kerk) issues de la séparation de 1834.

### Les Églises reréformées aux Pays-Bas
Lors de sa création en 1892, les Églises reréformées des Pays-Bas comptaient 700 églises locales (394 en provenance de la Séparation, 306 en provenance de la Doleantie) et 370 000 membres (189 000 pour la Séparation, 181 000 pour la Doleantie). Selon les propres statistiques de l'Église, ce nombre se serait élevé à plus de 900 000 membres vers 1975 (et à plus de 940 000 membres selon le recensement) vers 1975, avant de redescendre à environ 675 000 au début de 2004 lorsque les Églises reréformées ont fusionné au sein de l’Église protestante aux Pays-Bas.
Une partie de cette baisse provient des séparations successives au XXe siècle :
- en 1926, il y eut un conflit au sein des Églises réformées aux Pays-Bas à propos de l'interprétation littérale de la Bible : la majorité orthodoxe de l'église affirmait que, dans l'histoire d'Adam et Ève, le serpent avait reçu le pouvoir de la parole alors que les membres les plus libéraux de l'église considéraient le récit comme une allégorie. Après que le synode réuni à Assen en 1926 eut conclu que le récit était basé sur des faits et une réalité observable, les dissidents ont formé les Gereformeerde Kerken in hersteld verband ("églises reréformées en union restaurée"). En 1971-1972, les conclusions du synode de 1926 ont été abrogées.
- en 1944, un second schisme, appelé le vrijmaking ("Libération", entendue par rapport à l'autorité synodale), a séparé les Églises reréformées libres des Pays-Bas, dites reréformées libérées (Gereformeerde Kerken vrijgemaakt), des autres Églises reréformées des Pays-Bas. En 1967, un groupe s’est à nouveau séparé de cette branche des églises réformées sous le nom d’Églises reréformées néerlandaises (Nederlands Gereformeerde Kerken), puis en 2003, un deuxième groupe s'est séparé en 2003 sous le nom d'Églises reréformées néerlandaises (restaurées) (Gereformeerde Kerken in Nederland (hersteld)) ou les "Nouvelles Églises libres". En outre, en 2009, un troisième groupe s'est séparé sous le nom d'Églises reréformées Pays-Bas (Gereformeerde Kerken Nederland).

En 2023, les Églises reréformées libérées et les Églises reréformées néerlandaises ont fusioné sous le nom d'Églises reréformées néerlandaises (Nederlandse Gereformeerde Kerken). En 2024, les Églises reréformées néerlandaises (restaurées) et les Églises reréformées Pays-Bas ont fusioné sous le nom d'Églises reréformées (Gereformeerde Kerken).
Lors de la fusion de 2004, une partie de l’église reréformée néerlandaise n’a pas adhéré à la nouvelle union d’églises. Les Églises reréformées continuées aux Pays-Bas (Voortgezette Gereformeerde Kerken in Nederland), constituée de sept Églises locales, n'étaient pas d'accord avec la fusion au double motif qu’il ne leur était pas possible d’adhérer à une pluralité d’interprétations de la foi chrétienne en partie contradictoires entre elles et que les Églises réformées locales membres de l’Église protestante aux Pays-Bas perdraient le droit de se retirer de l'Église avec leur patrimoine à partir du 1er mai 2014, soit dix ans après sa création.

### Les petites églises chrétiennes reréformées
À la suite des nombreuses divisions qui se sont produites au cours du temps, il existe aujourd'hui aux Pays-Bas à une dizaine de petites unions d'églises d'inspiration calviniste conservatrice, parmi lesquelles :
- Les Églises chrétiennes reréformées ont vu le jour en 1892 dans le prolongement de l'Église chrétienne réformée qui est née en 1869 de la fusion des congrégations chrétiennes séparées et des Églises réformées sous la Croix. Presque toute cette église a fusionné en 1892 avec l'Église réformée néerlandaise (dolerende) pour former les Églises reréformées des Pays-Bas, à l'exception de trois paroisses et d'un certain nombre de membres qui ont constitué les Églises chrétiennes reréformées.
- Les congrégations reréformées : l'association nationale des congrégations reréformées a été créée en 1907 par une association des Églises sous la Croix et de paroisses ledeboeriennes.

## Le protestantisme après 1945
Après 1945, un climat de tolérance s’instaure entre catholiques et protestants dans le cadre d’une société qui reste cependant en partie « pilarisée ». 
Aujourd’hui (2019) les protestants sont au nombre de 2,6 millions sur une population de 17,74 millions d’habitants (soit 14,8% de la population), la religion majoritaire étant le catholicisme (3,6 millions, soit 20,1% de la population), localisé principalement au sud du pays. Ces deux confessions chrétiennes devancées par le groupe de ceux qui ne se réclament d'aucune religion (9,6 millions, soit 54,1% de la population). Trois églises protestantes néerlandaises font partie de Conseil œcuménique des Églises : l'Église protestante aux Pays-Bas, la Fraternité remonstrante et l’Église mennonite (voir ci-dessous).

### L’Église protestante aux Pays-Bas
La principale Église protestante est l’Église protestante aux Pays-Bas avec 2,5 millions de membres. Elle résulte de l’union de trois églises, réalisée en 2004 au terme d’un processus commencé en 1961 et baptisé "en chemin ensemble" (samen op weg). Deux de ces églises étaient de tradition calviniste, et en "union synodale" depuis 1986 :
- l’Église réformée néerlandaise,
- les Églises reréformées des Pays-Bas[22].

Elles ont été rejointes en 2003 par l’Église évangélique luthérienne du Royaume des Pays-Bas, très minoritaire.
Malgré une constitution qui respecte la pluralité théologique des paroisses, environ 5% des membres des anciennes Églises calvinistes ont refusé l’union et se sont regroupées dans l’Église réformée restaurée (Hersteld Hervormde Kerk).
Les églises wallonnes, 12 paroisses issues du refuge huguenot qui ont maintenu des cultes en langue française, font également partie de partie de l’Église protestante aux Pays-Bas.

### La fraternité remonstrante
Issue du schisme arminien, cette église est dénommée remonstrante en raison de la "remontrance" présentée aux États de Hollande en 1610 par Arminius et ses partisans. Le Synode de Dordrecht (1618-1619) se prononça contre les Remonstrants (ainsi qu'on les a désigné depuis lors) et expulsa 200 pasteurs, dont beaucoup furent bannis ou emprisonnés. Ils purent se maintenir dans les territoires voisins et revenir aux Pays-Bas à partir de 1630, après que la persécution se fut calmée. Ils représentent une communauté protestante libérale de quelque 10 000 membres, regroupés en 46 paroisses.

### Les mennonites
Il y avait 118 communautés mennonites (unies dans l’Association mennonite générale, Algemene Doopsgezinde Sociëteit) aux Pays-Bas en 2007, avec 8 362 membres (au 31 décembre 2007) (270 de moins qu'à la fin 2006). Fin 2008, le nombre de membres avait diminué de près de 400 pour s'établir à 7 996 membres. À la fin 2009, il était encore de 7 649 membres. On les trouve principalement en Frise, dans les villes le long de l'IJssel et dans le nord des Pays-Bas.

### Autres églises
Outre les églises reréformées restées à l'écart de l’Église protestante aux Pays-Bas, il existe aussi de nombreuses Églises protestantes évangéliques ou pentecôtistes.